# Tiña de la cabeza
La tiña de la cabeza o tinea capitis es un término médico usado para una infección superficial del cuero cabelludo y del pelo causada por hongos dermatofitos de los géneros Microsporum y Trichophyton. Otras áreas como las cejas y pestañas pueden verse afectadas.

## Epidemiología
La tiña de la cabeza es la dermatofitosis pediátrica más frecuente en el mundo, principalmente entre las edades de 5 a 10 años. El descenso de la infección en los años post-pubertad se debe a la aparición de Pityrosporum orbiculare (Pityrosporum ovale) y de las propiedades antifúngicas de los ácidos grasos del cabello en esas edades. 
La tiña de la cabeza tiene distribución en todo el continente americano incluso en poblaciones urbanas, así como en África y la India. En los últimos 50 años se ha notado un considerable descenso de la prevalencia de tiña de la cabeza en el Sureste de Asia debido a la mejora en las condiciones sanitarias y tradiciones higiénicas personales. 
La transmisión ocurre de persona a persona y con menor frecuencia de un animal doméstico a una persona. La costumbre de los niños de compartir peines y gorras, así como el contacto estrecho en salones de clases presenta un elevadísimo riesgo infectante. La frecuencia de ciertos organismos en diferentes áreas del mundo varía, probablemente debido a migraciones, viajes, cambios en hábitos de higiene con el transcurso del tiempo.

## Etiología
Varias especies de los hongos dermatofitos de los géneros Microsporum y Trichophyton son los agentes causales de la tiña de la cabeza.
- Infección del interior del tallo piloso (endotrix):

- T. tonsurans
- T. schoenleinii
- Infección externa del tallo piloso (ectotrix):

- T. verrucosum
- T. mentagrophytes y
- Género Microsporum

## Cuadro clínico
Existen dos formas clínicas de tiña del cuero cabelludo:
- Inflamatoria.

Se pueden observar placas de alopecia eritematosa con lesiones escamosas, foliculitis pustulosa y nódulos purulentos denominados Querion de Celso. Estas lesiones se acompañan de prurito, áreas dolorosas, y pueden observarse linfadenopatías locales y regionales, fiebre y reacciones de hipersensibilidad.
- No inflamatoria.

Es la más común de las dos y como su nombre lo sugiere, se caracterizan por tener poca o ninguna reacción inflamatoria. Son lesiones descamativas, alopécicas con numerosos puntos negros, lugar de los pelos rotos en la superficie, justo al nivel de la epidermis.

## Diagnóstico
La combinación de la historia médica, el examen físico y el diagnóstico de laboratorio son críticos para el correcto diagnóstico. La dermatitis seborrea, atópica y la psoriasis son muy similares en su presentación clínica. El examen directo con KOH al 30% y el cultivo micológico (agar de Sabouraud) confirmará la dermatofitosis correcta, de existir una. La toma de la muestra puede resultar un procedimiento incómodo y doloroso para los niños afectados, donde el cepillado de la lesión resulta ser más tolerante que un bisturí, depresor lingual o pinzas.

## Tratamiento
Se recomiendan antimicóticos orales, el de elección es la griseofulvina, además de mantener la zona limpia y puede usarse un champú medicado como los que contienen sulfuro de selenio.